# Marquês de Campo Maior
Marquês de Campo Maior é um título nobiliárquico criado por D. João, Príncipe Regente de D. Maria I de Portugal, por Decreto de 17 de Dezembro de 1812, em favor de William Carr Beresford, 1st Viscount Beresford, antes 1.º Conde de Trancoso.
Titulares
1. William Carr Beresford, 1st Viscount Beresford, 1.º Marquês de Campo Maior, 1.º Conde de Trancoso.

Após a Implantação da República Portuguesa, e com o fim do sistema nobiliárquico, usou o título: 
1. Sir Henry Grant de la Poer Beresford-Peirse of Bagnall, 6th Baronet, 2.º Marquês de Campo Maior, 2.º Conde de Trancoso.